# Lipie (jezioro)
Lipie – jezioro rynnowe na Pojezierzu Dobiegniewskim, w powiecie strzelecko-drezdeneckim, w gminie Strzelce Krajeńskie. Jedno z najgłębszych jezior w województwie lubuskim – 42 m.

## Położenie i opis
Jezioro położone jest w północnej części powiatu strzelecko-drezdeneckiego, na terenie Pojezierza Dobiegniewskiego, w połowie drogi pomiędzy Strzelcami Krajeńskimi a Dobiegniewem. Miejscowością nadbrzeżną jest wieś Długie. W pobliżu jeziora przebiega droga krajowa nr 22. Jedyny dopływ pochodzi z położonego na wschód, niewielkiego jeziora Kokienko. Odpływ odbywa się poprzez krótki, ale szeroki kanał prowadzący do jeziora Słowa. Brzegi zbiornika przeważnie są strome, szczególnie w południowej części.
Akwen jest intensywnie wykorzystywany w celach rekreacyjnych, na jego południowym brzegu w miejscowości Długie, zlokalizowana jest sporych rozmiarów plaża i przystań żeglarska. Zachodni brzeg akwenu przylega niemalże bezpośrednio do terenów uprawnych, pozostałe brzegi są zalesione. Lipie jest jednym z najgłębszych akwenów województwa lubuskiego. W środkowej części jeziora znajduje się niewielka wyspa o powierzchni 0,2 ha.

## Morfometria
Według danych Instytutu Rybactwa Śródlądowego powierzchnia zwierciadła wody jeziora wynosi 174 ha, natomiast A. Choiński, poprzez planimetrowanie na mapach 1:50 000, określił wielkość jeziora na 172,5 ha. Jeziorna jednolita część wód powierzchniowych ma powierzchnię 163 ha.
Średnia głębokość zbiornika wodnego to 12,7 m, a maksymalna – 42 m. Objętość jeziora wynosi 22 202,9 tys. m³. Maksymalna długość jeziora to 2700 m, a szerokość 1620 m. Długość linii brzegowej wynosi 9755 m.
Według Atlasu jezior Polski (red. J. Jańczak, 1996) lustro wody znajduje się na wysokości 52,7 m n.p.m., natomiast według numerycznego modelu terenu udostępnionego przez Geoportal lustro wody znajduje się na wysokości 51,9 m n.p.m.
Według Mapy Podziału Hydrograficznego Polski leży na terenie zlewni dziewiątego poziomu Zlewnia jez. Lipie bez zlewni bezodpływowego jez. Płociczno. Identyfikator MPHP to 1888839219.

## Hydronimia
Jezioro pojawia się w źródłach już w 1250 roku – początkowo jako Lipe, a następnie: Große Lubow (1809), Lieb See (1851, 1935). 17 września 1949 roku wprowadzono nazwę Lipie. Obecnie państwowy rejestr nazw geograficznych jako nazwę urzędową jeziora podaje Lipie, nie wymieniając żadnych nazw obocznych.

## Zagospodarowanie
Administratorem wód jeziora jest Regionalny Zarząd Gospodarki Wodnej w Bydgoszczy. Utworzył on obwód rybacki, który obejmuje wody jezior Lipie, Osiek, Brodzisz, Słowa, Kokno, Kokienko, Tartak, Błotne, Mały Osiek i Urszulanka (Obwód rybacki jeziora Osiek (Chomętowskie) na cieku Mierzęcka Struga – Nr 2). Do 2022 roku gospodarkę rybacką na jeziorze prowadził Wielkopolski Ośrodek Wędkarski "Rybak", od 2023 gospodarzem jego wód jest RZGW w Bydgoszczy.
Lipie pełni również funkcje rekreacyjne, nad jego południowym brzegiem w miejscowości Długie znajduje się liczna zabudowa rekreacyjna oraz szeroka plaża. W 2023 roku znajdowało się tutaj jedno kąpielisko wyznaczone zgodnie z zasadami dyrektywy kąpieliskowej – Kąpielisko w miejscowości Długie nad Jeziorem Lipie. W tym samym roku jakość wód tego kąpieliska oceniono jako doskonałą. Kąpielisko jest prowadzone przez Przedsiębiorstwo Gospodarki Komunalnej w Strzelcach Krajeńskich, na jego terenie znajdują się parking, punkty gastronomiczne, boisko do gry w siatkówkę plażową oraz wypożyczalnie sprzętu wodnego. Nad południowym brzegiem jeziora, znajduje się początek szlaku kajakowego nazywanego potocznie szlakiem Lubuskich Mazur, szlak prowadzi przez jezioro Lipie, Słowa oraz Osiek.

## Czystość wód i ochrona środowiska
Według danych z Wojewódzkiego Inspektoratu Ochrony Środowiska z 2004 roku, wody jeziora charakteryzowały się II klasą czystości. Jezioro w 2004 roku cechowało się wysoką odpornością na degradację i zostało zaliczone do I kategorii odporności. Oznacza to, że akwen ma bardzo dobre warunki naturalne, a jego jedyną słabszą cechą jest zestawienie objętości do długości linii brzegowej. W kolejnych latach czystość wód jeziora uległa poprawie i w badaniach przeprowadzonych w 2014 roku wody jeziora zostały zakwalifikowane do wód o bardzo dobrym stanie ekologicznym, co odpowiadało I klasie jakości.
Badania z 2020 roku zaliczyły wody jeziora do wód o umiarkowanym stanie ekologicznym, co odpowiada III klasie jakości. Wskaźnikiem, który zadecydował o trzeciej klasie, był stan ichtiofauny, podczas gdy stan fitobentosu i fitoplanktonu oceniono jako dobry, a makrozoobentosu oraz makrofitów jako bardzo dobry. W tym samym roku stan chemiczny wód określono jako poniżej dobrego, jedynym elementem przekraczającym normę była zawartość benzo(a)pirenu w wodzie. Przeźroczystość wód została określona na 4,2 metra.
Jezioro znajduje się na obszarze chronionego krajobrazu o nazwie Puszcza Drawska oraz na obszarach chronionych w ramach programu Natura 2000. W ramach dyrektywy siedliskowej chroniony obszar nazywa się Uroczyska Puszczy Drawskiej, natomiast dyrektywę ptasią reprezentuje obszar Lasy Puszczy nad Drawą.